# Мива (гора)
Мива, Мива-яма, Омива (яп. 三輪山 мива-яма) — гора в Японии, на территории города Сакураи, в северной части префектуры Нара. Высота составляет 467 м. Гора считается священной, ей поклоняются в святилище Оомива-дзиндзя у её подножия. Другие названия, отражающие сакральный статус горы — Миморо-яма (яп. 御諸山) и Миморо-даке (яп. 三諸岳).
Мива имеет коническую форму, но её происхождение не вулканическое, а эрозионное. Она сложена в основном гранитом, а около вершины на поверхность выходит габбро. Окружность горы составляет 16 км, площадь — 350 га. Так как с древних времён на горе запрещена вырубка деревьев, она покрыта огромными соснами, криптомериями и кипарисовиками.
Гора расположена на окраине впадины Нара, на юго западной оконечности плато Ямато. На востоке её отроги соединяется с горами Макимуку (яп. 巻向山) и Хасе (яп. 初瀬山). У подножия горы протекает река Ямато.
Мива является одной из самых священных для синтоистов гор, и сама считается «телом бога» (синтаем), поэтому её называют «синтайдзан» (яп. 神体山, «гора-синтай»). У её подножия расположено святилище Оомива-дзиндзя, одно из древнейших в Японии. Одной из его особенностей является отсутствие хондэна (главного зала японского святилища, где располагается воплощение божества), так как поклоняются непосредственно горе. На склонах горы встречаются каменные ивакура. Ранее подниматься на гору было запрещено, позже запрет отменили, но до сих пор на её территории запрещено есть, пить, курить и фотографировать. Чтобы подняться на гору, требуется пройти ритуал очищения и получить мешочек тасуки, который вешают на шею в качестве пропуска. Вокруг горы расположено множество кофунов III-IV веков (могильных курганов в форме замочной скважины), ориентация некоторых из них связана с направлением восхода солнца над горой в определённые дни.

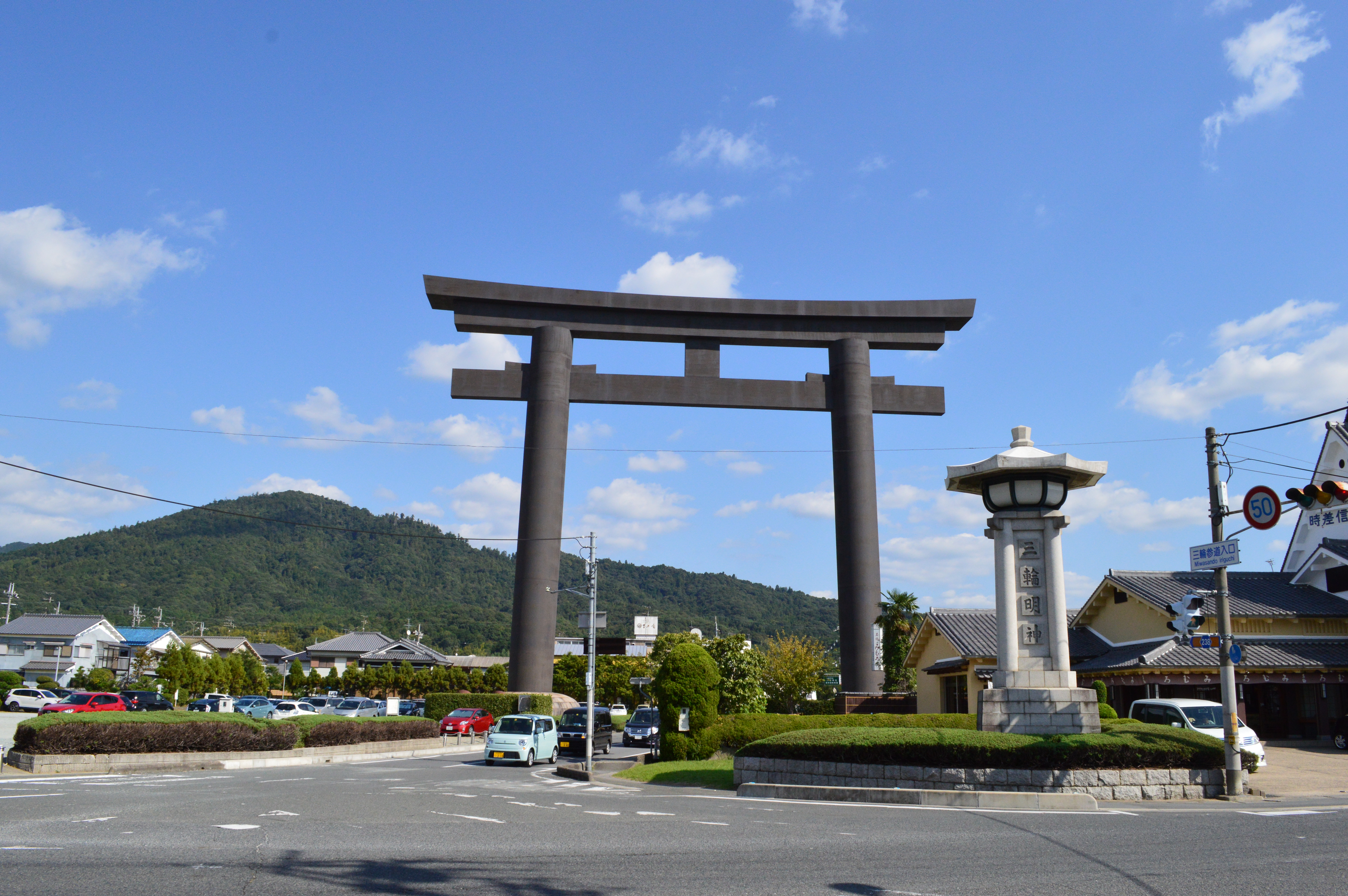
Тории святилища Омива на фоне горы

Культ горы является очень древним. Божество (ками) горы называли Омононуси (яп. 大物主, «великий хозяин всех вещей», т.е. всех духов), позже — Ямато-но Окунитама (яп. 大國魂, «Великий дух – покровитель страны Ямато») или Ямато-но-оками («Великий дух Ямато»). Изначально местное божество со временем преобразовалось в синкретического покровителя страны Ямато. В источниках указывается, что тёща первого японского императора Дзимму заключила брак с божеством горы Мива (явившимся ей в образе красной стрелы), от которого появился родоночальник местных правителей кими, отправлявших ритуалы поклонения горе. Это свидетельствует о том, что в III веке первые правители Ямато, чтобы укрепить свою власть, подчёркивали исполнение обрядов поклонения божеству горы. Вероятно, изначально волю божества люди узнавали из уст жриц-шаманок, входивших в транс. В правление Судзина в IV веке император сконцентрировал в своих руках и жреческую власть, стал сам проводить ритуалы и получать указания от божества через вещие сны. Кроме того, появилась концепция, согласно которой в теле правителя обитает дух горы Мива. Вселение духа в правителя происходило во время обряда дайдзёсай, являвшегося необходимой частью короноционных церемоний и проводящегося по сей день. К концу столетия центр власти переместился севернее, а важнейшим культом стало поклонение ками святилища Исоноками, хотя связи императорской семьи с культом Мива сохранились.
В преданиях связь горы с Судзином отражена следующим образом: в правление Императора Судзина началась страшная эпидемия, и множество людей умерло. Тогда во сне императору явился великий Омоно-нуси и изрёк: «Мор начался по моей воле. Но если государь убедит Отатанэко поклоняться мне, мой гнев уляжется и страна обретёт покой». Во все края разослали гонцов и наказали искать Отатанэко. Его нашли в деревне Мино в краю Кавати. Явившись к императору, он сообщил, что является потомком Омоно-нуси и Икутама-ёри-бимэ. Тогда Отатанэко поручили быть жрецом Омоно-нуси в святилище у подножья горы Мива и страна обрела покой.
Из-за того, что гора играла важную роль в событиях, связанных с Судзином, основанную им династию принято называть «двором Мива».
Божеству горы посвящены старинные сочинения Мива Даймёдзин энги (яп. 三輪大明神縁起) и Мива моногатари (яп. 三輪物語).
В начале XX века на основе поклонения божеству горы было создано новое религиозное движение Оомива-кё, чей центр находится в городе Сакураи. Его последователи почитают «трёх ками творения» — Омононуси, Окунинуси и Амэ-но коянэ-но микото.
Существует множество легенд о божестве горы. В древности в японской народной культуре был распространён и значим культ змея — покровителя земли и урожая. Считается, что Оомононуси-но ками, божество горы Мива, тоже имело змеиный облик. Существует несколько легенд о том, как гора вступает в брак с женщинами из её окрестностей. Согласно одной из них, бог посещал по ночам девушку по имени Ямато-тото-момосо-химэ. Когда она попросила увидеть его при свете дня, он попросил её заглянуть в шкатулку для гребней после восхода солнца. Открыв её, девушка увидела маленькую змейку и закричала от ужаса. Это обидело бога и он стал подниматься в небо, а девушка, засмотревшись наверх, оступилась, упала, напоролась на палочки для еды и умерла.
Существует предание о девушке Икутамаёри-химэ, которая беременеет от незнакомца, посещающего её по ночам. Чтобы выяснить его личность, мать советует девушке воткнуть в подол возлюбленного иголку с ниткой. Когда же девушка идёт вслед за ниткой, та приводит её на гору Мива.
«Оомононуси-но ками из Мива» упоминается уже в Кодзики. Гора часто упоминается в японской поэзии, в частности, фигурирует в Манъёсю.